# Робанов Кот
Робанов Кот (словен. Robanov Kot) — поселення в общині Солчава, Савинський регіон, Словенія. Висота над рівнем моря: 591,3 м.